# (4624) Stefani
(4624) Stefani es un asteroide perteneciente al cinturón de asteroides, descubierto el 23 de marzo de 1982 por Carolyn Shoemaker desde el Observatorio del Monte Palomar, Estados Unidos.

## Designación y nombre
Designado provisionalmente como 1982 FV2. Fue nombrado Stefani en homenaje a "J. Stefani Salazar", nieta de la escubridora.

## Características orbitales
Stefani está situado a una distancia media del Sol de 3,051 ua, pudiendo alejarse hasta 3,692 ua y acercarse hasta 2,411 ua. Su excentricidad es 0,209 y la inclinación orbital 2,635 grados. Emplea 1947 días en completar una órbita alrededor del Sol.

## Características físicas
La magnitud absoluta de Stefani es 12,8. Tiene 13,753 km de diámetro y su albedo se estima en 0,078.